# Tōgane
Ne doit pas être confondu avec Torgane.
Tōgane (東金市, Tōgane-shi) est une ville de la préfecture de Chiba, au Japon.

## Géographie

### Situation
Tōgane est située dans le nord de péninsule de Bōsō, à l'est de la ville de Chiba.

### Municipalités limitrophes
| Yachimata     | Sanmu         | Sanmu    |
| Chiba         | Tōgane        | Kujūkuri |
| Ōamishirasato | Ōamishirasato | Kujūkuri |

### Démographie
En décembre 2021, la population de Tōgane s'élevait à 57 002 habitants répartis sur une superficie de 89,12 km2.

### Climat
Tōgane a un climat subtropical humidecaractérisé par des étés chauds et des hivers frais avec peu ou pas de chutes de neige. La température moyenne annuelle est de 15,7 °C. La pluviométrie annuelle moyenne est de 1 563 mm, octobre étant le mois le plus humide.

## Histoire
Pendant la période Edo, Tōgane était l'emplacement d'une villa sur le lac Hakkaku utilisée par les shoguns Tokugawa Ieyasu et Tokugawa Hidetada pour la fauconnerie. Le bourg moderne de Tōgane a été officiellement fondé le 1er avril 1889. Tōgane s'est agrandi le 1er avril 1953 grâce à l'annexion des villages voisins d'Okayama, Masaki, Toyonari, Kohei et d'une partie du village de Yamato. Tōgane a été élevé au statut de ville le 1er avril 1954 après une nouvelle expansion par l'annexion de parties des villages voisins de Hara et Fukuoka.

## Transports
Tōgane est desservie par les routes :
- route nationale 126 (国道126号) ;
- route nationale 128 (国道128号) ;
- route nationale 409 (国道409号).

La ville est desservie par la ligne Tōgane de la JR East. la gare de Tōgane est la principale gare de la ville.

## Jumelages
Tōgane est jumelée avec Rueil-Malmaison en France depuis le 7 novembre 1990.